# Versículo
En literatura, un versículo es cada uno de los versos de un poema que no tiene rima ni metro fijo, generalmente largo y con unidad de sentido. En libros sagrados, como la Biblia o el Corán, un versículo corresponde a cada una de las breves divisiones dentro de los capítulos.
El versículo es una forma flexible que se aproxima al verso libre y al poema en prosa. Los recursos poéticos como la repetición, la asonancia, la aliteración y las figuras retóricas contribuyen al vigor general de las líneas. Aparece principalmente en la literatura de los países cristianos europeos, donde se utilizó por primera vez en textos religiosos y místicos medievales. Friedrich Hölderlin, Charles Péguy y Paul Claudel han escrito poemas en esta forma.